# غينونغاغاب
غينونغاغاب أو جنون جاجاب (بالإنجليزية: Ginnungagap)‏ الغينونغاغاب ويعني الاسم «المترائي فراغاً» في كونيات الأساطير الإسكندينافية، هو الفراغ البدائي الذي يفصل النيفلهيم أرض الجليد الأبدي والثلج الدائم، عن الموسبيل أرض الحرارة الأبدية واللهيب الدائم. وغينونغاغاب أو جنون جاجاب هو الهوة الأصلية الأولى - في الأساطير الإسكندنافية - التي ولد فيها العملاق الأول يمير، وهي نفسها الهوة التي ذبحه فيها الآلهة: أودين، وفیلي، وفيه Ve. ومن جسد «يمير» تشكلت الأرض.

## الأسطورة
ففي البدء، قبل أن يوجد عالم الإنسان والآلهة، ظهر في أعماق النفايات المتجمدة للنيفلهيم، أحد عشر نهراً عرفت باسم إليفاغار Elivagar. وعبر مرحلة طويلة من الزمن، جرت مياه الإليفاغار عبر النيفلهيم وصبت في القسم الشمالي من غينونغاغاب. وقد تجمدت المياه فشكلت طبقات ضخمة هائلة من الجليد في الفراغ. وأذاب الهواء الساخن من الموسبيل بعض الجليد، خالقا منطقة من المياه الذائبة وسط الجليد والثلج. وهنا بدأت الحياة، وكان أول الأحياء عملاق جليدي هو يمير.